# Wiener Streichsextett
Das Wiener Streichsextett wurde 1981 gegründet und war eines der erfolgreichsten Kammermusikensembles  in diesem Genre.
Mit dem Ziel, die Streichsextett- und -quintettliteratur im traditionellen Wiener Klangstil zu pflegen, stieß es von Beginn an auf Zustimmung bei Publikum und Kritikern. Bereits in den ersten Jahren des Bestehens wurden ausgedehnte Europatourneen unternommen, welchen auch bald Einladungen nach New York und Japan folgten. Auch bei Kammermusikfestivals, wie z. B. in Lockenhaus und bei Festspielen (Salzburger Festspiele, Wiener- und Berliner Festwochen, Edinburgh Festival) waren sie immer wieder zu Gast.
1991 erfolgte eine zyklische Aufführung aller Mozart-Streichquintette, es folgte ein Zyklus mit den Sextetten und Quintetten von Johannes Brahms. Höhepunkt war die Uraufführung von Richard Strauss’ Metamorphosen in der Urfassung für Streichsextett und Kontrabass 1994.
Bevorzugte Gastsolisten waren die Klarinettistin Sabine Meyer und die Pianistin Elisabeth Leonskaja.
2004 gab das Wiener Streichsextett seine offizielle Abschiedsvorstellung in der Wigmore Hall in London. Als letztes Werk stand Schönbergs Verklärte Nacht auf dem Programm. Davor verabschiedete es sich vom österreichischen Publikum bei den Wiener Festwochen und bei der Styriarte.

## Mitglieder
Das Wiener Streichsextett spielte während seines Bestehens immer mit unveränderter Besetzung:
- Erich Höbarth (* 1956 in Wien), Violine
- Peter Matzka (* 1956 in New York), Violine
- Thomas Riebl (* 1956 in Wien), Viola
- Siegfried Führlinger (* 1938 in Oberneukirchen, Oberösterreich), Viola
- Susanne Ehn (* 1956 in Linz), Violoncello
- Rudolf Leopold (* 1954 in Wien), Violoncello